# واسول الفتح بن ميمون الأمير بن مدرار
واسول بن ثقية الفتح، هو أمير مدراري لسجلماسة، وهو ابن ميمون بن ذكية.
بايعه السكان الذين ثاروا ضد الوالي الفاطمي إبراهيم بن غالب (تشرين الثاني/كانون الأول 909م)، وذلك بعد وفاة عمه، الأمير إليسع بن مدرار.
وتركه الفاطميون وشأنه، فتمكن من الحكم نحو أربع سنوات، حتى توفي في شباط/آذار 913م . وخلفه أخوه أحمد بن ذكية.